# Love Live!
Love Live! (яп. ラブライブ! Рабу Раибу!) School Idol Project — совместный мультимедийный проект компании ASCII Media Works журнала Dengeki G's Magazine, музыкального лейбла Lantis и анимационной студии Sunrise. Проект вращается вокруг группы школьниц, которые становятся идолами для того, чтобы спасти свою школу от закрытия. Он стартовал в августе 2010 года в журнале Dengeki G’s Magazine, и продолжился производством музыкальных компакт-дисков, музыкальных аниме-клипов, манга-адаптации и видеоигр. Аниме-сериал производства студии Sunrise и режиссёра Такахико Кёгоку, транслировался в Японии на Tokyo MX в период с 6 января по 31 марта 2013 года. Аниме лицензировано в Северной Америке NIS America. В последней 13-й серии был анонсирован второй сезон, который начал транслироваться в эфире Tokyo MX 6 апреля 2014 года. В июне 2015 года выпущен полнометражный аниме-фильм Love Live! The School Idol Movie, лицензированый для показа в Северной Америке NIS America.

## Сюжет
История разворачивается вокруг девушки по имени Хонока, которая учится в академии Отонокидзака, где ранее учились её бабушка и мать. Однажды она узнаёт, что её школу собираются закрыть из-за нехватки учеников. После этой новости Хонока вместе со своими подругами Котори и Уми пытается найти способ спасти школу от закрытия. Узнав, что остальные школы привлекают учащихся к себе с помощью идолов, Хонока создаёт идол-группу в академии Отонокидзака, которая получает название «μ's» (произносится как «мьюз»). Со временем к ним присоединяются остальные девчонки, объединение единой целью спасти школу они пытаются пройти в финал престижного шоу для идолов «Love Live!». Хотя им удалось остановить закрытие школы, в «Love Live!» они терпят неудачу. Позже они узнают о старте второго этапа шоу и решают снова попытаться пройти в финал, но на этот раз это будет куда труднее, так как им придется соперничать с победителями первого «Love Live!» идолами школы «UTX» группой «A-RISE».

## Персонажи

### Love Live!

#### μ's
Хонока Косака (яп. 高坂 穂乃果 Ко:сака Хонока) — главная героиня сериала, является ученицей второго года обучения академии Отонокидзака. У неё есть младшая сестра Юкихо, которая через год собирается поступать в старшую школу «UTX». Её семья занимается продажей традиционных японских сладостей — вагаси, и их дом одновременно является магазином, в котором они работают. Хонока очень весёлая и энергичная, она никогда ни перед чем не сдается и всегда идёт до конца. Также она постоянно придумывает всевозможные безумные идеи, так как только у неё хватает на них смелости, и постоянно втягивает в них Котори и Уми. Одной из этих идей было создание идол-группы «μ's» для привлечения учащихся в академию Отонокидзака. Во втором сезоне она была выдвинута Эри на пост президента студенческого совета, из-за чего поначалу боялась участвовать во втором этапе Love Live!. Позже девушки убедили её, что она не одна и они поддержат её в любой ситуации, так как только она способна вести их вперед.
Сэйю: Эми Нитта
Котори Минами (яп. 南 ことり Минами Котори) — одноклассница и подруга детства Хоноки. Её мать, на которую она очень похожа, является директором академии Отонокидзака. Она очень хороший модельер, и её даже пригласили учиться за границу, но в последний момент она отказалась. На ней лежит ответственность за все сценические костюмы «μ's», несмотря на это, она часто витает в облаках, когда увлекается одеждой для выступлений. Она имеет очень доброе сердце и не желает никого обидеть. Тайно от матери подрабатывает в мэйд-кафе (кафе горничных) в Акибе, где пользуется большой популярностью.
Сэйю: Ая Утида
Уми Сонода (яп. 園田 海未 Сонода Уми) — одноклассница и подруга детства Хоноки, занимается в клубе кюдо, где очень хорошо стреляет из лука. Скромная и стеснительная, протестовала против короткой юбки для первого выступления. Также она пишет тексты для песен, занималась постановкой танцев и тренировками «μ's», пока к ним не присоединилась Эри. Думает, что Хонока очень настойчивая и импульсивная, постоянно втягивает её с Котори в разные приключения, что весьма весело. Во втором сезоне была назначена на пост вице-президента студенческого совета, где постоянно отчитывает Хоноку за бездельничество.
Сэйю: Судзуко Мимори
Эри Аясэ (яп. 絢瀬 絵里 Аясэ Эри) — ученица третьего года обучения академии Отонокидзака и президент студенческого совета, который настроен на то, чтобы сохранить школу. Она постоянно критикует идол-группу и всячески против их деятельности. Хотя на первый взгляд она противостоит Хоноке, позже она последней из девушек присоединяется к «μ's». У неё есть младшая сестра Ариса, которая собирается поступать в академию Отонокидзака. Её бабушка родом из России, где Эри и Ариса жили некоторое время, и, как правило, говорят русское слово «хорошо». Раньше она профессионально занималась балетом, но из-за разочарования оставила его, опыт в балетных танцах позволил ей заниматься хореографией и тренировками девушек вместо Уми. Очень ответственная, настойчивая и сильная характером, её настойчивость иногда переходит границу дозволенного, из-за чего директор не разрешала студенческому совету принять все необходимые меры для спасения школы от закрытия.
Сэйю: Ёсино Нандзё
Нодзоми Тодзё (яп. 東條 希 То:дзё: Нодзоми) — одноклассница Эри и вице-президент студенческого совета, самая старшая из девушек. У неё очень спокойный характер, она всегда ободряет остальных девушек из «μ's», у неё всегда есть план действий наперед в тайне от остальных. В начале она выступает в роли посредника между девушками и Эри, которой является близкой подругой, так как Эри не может самостоятельно выразить свои мысли. Нодзоми родом не из Токио, о чём можно судить по её кансайскому диалекту. Она увлекается гаданием на картах таро и имеет привычку хватать других девушек за грудь, когда они отвлекаются или у них плохое настроение. Также в тайне от остальных она способствовала созданию «μ's».
Сэйю: Айна Кусуда
Нико Ядзава (яп. 矢澤 にこ Ядзава Нико) — ученица третьего года обучения, заинтересованная модой, является ответственной за костюмы группы, на пару с Котори. Фактически ей семнадцать лет, хотя выглядит она младше всех остальных членов «μ's». Всегда любила идолов и хотела стать одной из них, также в прошлом была представителем клуба идолов, однако из-за её высоких стандартов клуб распался. В начале недооценивает старания Хоноки и её подруг, считая что им далеко до настоящих идолов, но позже, одобрив их усилия, соглашается присоединиться. Считает себя гораздо лучшим идолом, чем остальные и ненавидит, когда Эри присваивает всё внимание других себе.
Сэйю: Сора Токуи
Рин Хосидзора (яп. 星空 凛 Хосидзора Рин) — ученица первого года обучения, хороша в спорте. Имеет привычку вести себя подобно кошке. Дружит с Ханаё, которая является её подругой детства. Весёлая, как и Хонока, однако является девчонкой-сорванцом. В детстве её постоянно дразнили, когда она надевала юбку, из-за чего в начале она отказывается стать идолом.
Сэйю: Рихо Иида
Маки Нисикино (яп. 西木野 真姫 Нисикино Маки) — ученица первого года обучения, дочь двух врачей. В будущем хочет также стать врачом, хотя и является прекрасной в вокале и игре на пианино. Сперва отказалась, но позже вступила в группу. Является главным композитором и педагогом по вокалу в группе.
Сэйю: Pile
Ханаё Коидзуми (яп. 小泉 花陽 Коидзуми Ханаё) — ученица первого года обучения, проявляет интерес к рисованию и оригами. Среди всей группы она лучше всех общается с детьми. Она очень застенчивая девочка, в детстве мечтала стать идолом.
Сэйю: Юрика Кубо

#### Второстепенные персонажи
Юкихо Косака (яп. 高坂 雪穂 Ко:сака Юкихо) — младшая сестра Хоноки, иногда совершает неловкие и странные поступки. Сначала хотела поступать в старшую школу «UTX», но после того как её сестра стала идолом передумала и решила поступить в академию Отонокидзака.
Сэйю: Нао Тояма
Ариса Аясэ (яп. 絢瀬 亜里沙 Аясэ Ариса) — младшая сестра Эри, является большой поклонницей μ's. Хочет поступить в академию Отонокидзака и стать идолом, хотя скрывает это от своей сестры. Из-за того что она долго жила за границей, она не знает много японских традиций и часто путается. Также как и её сестра имеет привычку употреблять русское слово «хорошо».
Сэйю: Аянэ Сакура
Мать Котори (яп. ことりの母 Котори Нохаха) — Мама Котори, является председателем академии Отонокидзака.
Сэйю: Норико Хидака

#### A-RISE
Цубаса Кира (яп. 綺羅 ツバサ Кира Цубаса) — ученица старшей школы «UTX» и лидер группы «A-Rise», которая соперничает с «μ's» на втором конкурсе «Love Live!»
Сэйю: Мегу Сакурагава
Эрена Тодо (яп. 統堂 英玲奈 То:до Эрэна) — ученица школы «UTX» и участница группы «A-Rise», имеет более взрослые взгляды на мир, чем другие.
Сэйю: Махо Мацунага
Юки Андзю (яп. 優木 あんじゅ Ю:ки Андзю) — третья участница «A-Rise», своим поведением и манерами напоминает принцессу, также учится в «UTX».
Сэйю: Аюру Охаси

### Sunshine!!

#### Aqours
Тика Таками (яп. 高海 千歌 Таками Тика) — главная героиня аниме, второкурсница старшей школы Уранохоси. Основательница «Aqours», она и её сёстры фанаты «μ's». Её семья владеет рёканом, чем Тика очень гордится. Очень позитивная и общительная, хорошо играет в настольный теннис. Член юнит-группы «CYaRon!».
Сэйю: Андзю Инами
Рико Сакураути (яп. 桜内 梨子 Сакураути Рико) — второкурсница старшей школы Уранохоси для девочек. Переехала в Утиуру из Токио, Акихабара. Замкнутая и скромная, не считает себя особенной, поэтому не хочет быть идолом, но Тика её переубеждает. Прекрасно играет на пианино и скрипке, любит готовить и рисовать. Член юнит-группы «Guilty Kiss».
Сэйю: Рикако Айда
Канан Мацуура (яп. 松浦 果南 Мацу:ра Канан) — третьекурсница старшей школы, живёт с дедушкой, который владеет магазином для дайвинга. Подруга детства Тики, вступила в «Aqours», чтобы помочь осуществить ей её мечты. Канан хладнокровна, всегда сохраняет спокойствие, любит природу. Занимается дайвингом, отлично управляет кораблями, а также любит астрономические наблюдения и плавание. Член подгруппы «AZALEA».
Сэйю: Нанака Сува
Дайя Куросава (яп. 黒澤 ダイヤ Куросава Дайя) — третьекурсница старшей школы, а также президент студсовета. Происходит из старой рыбацкой семьи, чьё имя известно во всём районе. Поначалу отклоняла заявку на создание идол-группы, но позже, проиграв Тике в соревнованиях, присоединилась к «Aqours». Гордая, терпеть не может, когда что-либо делается неправильно. Из-за своего воспитания по-японски говорит в формальном и утонченном стиле. Её младшая сестра Руби тоже участница группы. Входит в подгруппу «AZALEA».
Сэйю: Ариса Комия
Ё Ватанабэ (яп. 渡辺 曜 Ватанабэ Ё:) — второкурсница старшей школы и одноклассница Тики. Её отец — капитан парома и Ё мечтает тоже им стать. Энергичная, с позитивным мироощущением, любит спорт. Член национальной сборной по прыжкам в воду. У неё есть талант предсказывать погоду. Любит униформу и одевается в неё. Член юнит-группы «CYaRon!».
Сэйю: Сюка Саито
Ёсико Цусима (яп. 津島 善子 Цусима Ёсико) — первокурсница старшей школы. Родилась в городе Нумадзу. Любит одеваться как «маленький демон» и называет себя «Йоханэ Падший Ангел», который разозлил Бога, описывает себя так, потому что её везде преследуют неудачи. Однако, как выясняется, эта привычка у неё с детства, сама Ёсико хочет быть обычной старшеклассницей. Состоит в юните «Guilty Kiss».
Сэйю: Айка Кобаяси
Ханамару Куникида (яп. 国木田 花丸 Куникида Ханамару) — первокурсница старшей школы, её лучшая подруга Руби. Её семья уже несколько поколений заботится о местном храме. Любит петь и состоит в хоре. Из-за старого места жительства у неё сохранилась привычка добавлять «зура» в конце каждой фразы. Увлечена литературой и в будущем хочет стать писательницей. Состоит в подгруппе «AZALEA».
Сэйю: Канако Такацуки
Мари Охара (яп. 小原 鞠莉 Охара Мари) — третьекурсница старшей школы. Наполовину японка, наполовину американка. Её отец-американец владеет сетью отелей и в Италии. Хорошо поёт, а её главное хобби верховая езда. Её любимым направлением в музыке является индастриал-метал. Состоит в подгруппе «Guilty Kiss».
Сэйю: Айна Судзуки
Руби Куросава (яп. 黒澤 ルビィ Куросава Руби:) — первокурсница старшей школы и лучшая подруга Ханамару. Руби полная противоположность своей сестре, неуверенная в себе и часто плачет. Нервничает при общении с противоположным полом. Часто говорит о себе в третьем лице, как и её подруга Ханамару. Увлекается вышивкой и одеждой. Является частью юнита «CYaRon!».
Сэйю: Ай Фурихата

## Производство
В одном из изданий ASCII Media Works журнале Dengeki G's Magazine, редакция журнала проводит конкурс, развитие которого напрямую зависит от тех, кто читал журнал. О проекте впервые было объявлено в июле 2010 в журнале Dengeki G’s Magazine, где стало известно, что журнал будет сотрудничать с аниме-студией Sunrise и музыкальным лейблом Lantis в производстве совместного проекта. Проект официально начался в августе 2010 с опроса в журнале Dengeki G’s Magazine, который представил историю, персонажей и более подробное описание этого проекта. Первоначальный сюжет для истории был написан Сакурако Кимино, которая также пишет короткие рассказы для Love Live! в журнале Dengeki G’s Magazine. Оригинальный дизайн и иллюстрации персонажей сделанные Юхэй Морота.

## Медиа

### Манга
Манга-адаптация, написанная Сакурако Кимино и проиллюстрированная Аруми Токитой, начала публикацию в 2012 году в январском номере журнала Dengeki G’s Magazine. Первый том был выпущен 27 сентября 2012 года, по состоянию на 27 июня 2013 года были выпущены два тома манги.

### Аниме
13-серийный аниме-сериал, совместного производства студии Sunrise, Lantis, ASCII Media Works и режиссёра Такахико Кёгоку, был показан в Японии на Tokyo MX с 6 января по 31 марта 2013 года, одновременно аниме транслировалось на Crunchyroll, аниме также лицензировано NIS America для показа в Северной Америке. Открывающая тема − композиция «Bokura wa Ima no Naka de», а закрывающая тема является композиция «Kitto Seishun ga Kikoeru», обе песни выполняются μ's в составе (Эми Нитта, Ая Утида, Судзуко Мимори, Ёсино Нандзё, Пайл, Рихо Иида, Айна Кусуда, Юрика Кубо и Сора Токуи). OVA-эпизод будет выпущен 27 ноября 2013 года. Второй сезон был анонсирован в последней серии и вышел в эфир 6 апреля 2014 года.
Следующий сезон под названием Love Live! Sunshine!! вышел в эфир 2 июля 2016 года и был посвящён идол-группе Aqours.

#### Список серий
Love Live! School Idol Project
| №  | Название серии                                                           | Показ в Японии  |
| -- | ------------------------------------------------------------------------ | --------------- |
| 1  | Сбываются! Наши мечты! «Канаэ! Ватаситати но юмэ!» (叶え!私たちの夢―!)   | 6 января 2013   |
| 2  | Давайте станем идолами! «Айдору о хадзимэё:!» (アイドルを始めよう!)      | 13 января 2013  |
| 3  | Первый концерт «Фа:суто райбу» (ファーストライブ)                        | 20 января 2013  |
| 4  | Маки Рин Пана «МакиРинПана» (まきりんぱな)                               | 27 января 2013  |
| 5  | Атака Нико «Нико сю:рай» (にこ襲来)                                      | 3 февраля 2013  |
| 6  | Кто будет находиться в центре? «Сэнта: ва дарэда?» (センターは誰だ?)     | 10 февраля 2013 |
| 7  | Эричи «Эри:тика» (エリーチカ)                                            | 17 февраля 2013 |
| 8  | То, что я хочу сделать, это… «Яритай кото ва» (やりたいことは)           | 24 февраля 2013 |
| 9  | Чудо-Зона «Ванда: дзо:н» (ワンダーゾーン)                                | 3 марта 2013    |
| 10 | Нет старших! «Сэмпай кинси!» (先輩禁止)                                  | 10 марта 2013   |
| 11 | Лучшее выступление «Сайко: но райбу» (最高のライブ)                      | 17 марта 2013   |
| 12 | Друзья «Томодати» (ともだち)                                             | 24 марта 2013   |
| 13 | Музыка μ's старт! «Мю:дзу мю:дзикку сута:то!» (μ'sミュージックスタート!) | 31 марта 2013   |

Love Live! School Idol Project 2nd Season
| №  | Название серии                                                      | Показ в Японии |
| -- | ------------------------------------------------------------------- | -------------- |
| 1  | Love Live ещё раз! «Мо:итидо Рабу Райбу!» (もう一度ラブライブ！)    | 6 апреля 2014  |
| 2  | Стремление к победе «Ю:сё: о Мэдзаситэ» (優勝をめざして)            | 13 апреля 2014 |
| 3  | Дверь мечты «Юмэ но Тобира» (ユメノトビラ)                          | 20 апреля 2014 |
| 4  | Идол №1 во вселенной «Учу: Намба: Ван Айдору» (宇宙No.1アイドル)    | 27 апреля 2014 |
| 5  | Новая я «Атараси: Ватаси» (新しいわたし)                            | 4 мая 2014     |
| 6  | Счастливого Хэллоуина «Хаппи: Хароуи:н» (ハッピーハロウィーン)      | 11 мая 2014    |
| 7  | Мы должны сделать что-нибудь! «Нантока Синакя!» (なんとかしなきゃ!) | 18 мая 2014    |
| 8  | Моё желание «Ватаси но Нодзоми» (私の望み)                          | 25 мая 2014    |
| 9  | Мелодия сердца «Кокоро но Мэроди» (心のメロディ)                    | 1 июня 2014    |
| 10 | μ's «Мю:дзу» (μ's)                                                  | 8 июня 2014    |
| 11 | То, что мы решили «Ватаситати га Кимэта Кото» (私たちが決めたこと)  | 15 июня 2014   |
| 12 | Последнее выступление «Расуто Райбу» (ラストライブ)                 | 22 июня 2014   |
| 13 | Сбываются! Мечты всех «Канаэ! Минна но Юмэ» (叶え!みんなの夢---)    | 29 июня 2014   |

Анимационный фильм
| №     | Название                                                                                                 | Показ в Японии |
| ----- | --- | -------------- |
| Фильм | Love Live! The School Idol Movie «Rabu Raibu! The School Idol Movie» (ラブライブ! The School Idol Movie) | 13 июня 2015   |

### Видеоигры
Бесплатная игра в жанре «игровой ритм» под названием Love Live! School Idol Festival была разработана KLab и выпущена Bushiroad для iOS устройств и Android 15 апреля 2013 года. Серия из трех игр в жанре «игровой ритм», разработанных Динго, под названием Love Live! School Idol Paradise, были выпущены 24 июля 2014 года на PlayStation Vita. Игры будут выпущены как Vol. 1 Printemps Unit, Vol.2 BiBi Unit и Vol.3 Lily White Unit.

## Музыка
Идол группа μ's состоит из девяти членов: Хонока Косака, Эри Аясэ, Котори Минами, Уми Сонода, Рин Хосидзора, Маки Нисикино, Нодзоми Тодзио, Ханаё Коидзуми и Нико Ядзава. Есть три мини-идол группы μ's, которые делятся на: «Printemps», « BiBi» и «lily white». Printemps состоит из Хоноки, Котори и Ханаё; BiBi состоит из Эри, Маки и Нико; lily white состоит из Уми, Рин и Нодзоми. Каждая песня μ's была выпущена с аниме клипом.
| Название | Исполнители                    | Дата выпуска     |
| --- | ------------------------------ | ---------------- |
| Очарованный океан цветов Девушек (яп. 海色少女に魅せられて Уми-иро сё:дзё ни мисэрарэтэ, The Enchanted Ocean-colored Maiden) | Уми Сонода (Судзуко Мимори)    | 23 ноября, 2011  |
| Котори любит тебя (яп. ことりLovin' you Котори Lovin' you)                                                                   | Котори Минами (Ая Утида)       | 14 декабря, 2011 |
| Тусклый Цвет Хоноки! (яп. ほんのり穂乃果色! Хоннори Хонока-иро, Faint Honoka Color!)                                         | Хонока Косака (Эми Нитта)      | 25 января, 2012  |
| μ's Best Album Best Live! Collection                                                                                         | μ's                            | 9 января, 2013   |
| Notes of School Idol Days | μ's, A-Rise, Есимаса Фудзисава | 10 апреля, 2013  |
| Tenshitati no Fukuin (яп. 天使たちの福音〜feat.μ's Тэнситати но фукуин 〜feat.μ's)                                           | μ's                            | 24 апреля, 2013  |
| Solo Live! Collection Memorial Box II                                                                                        | μ's                            | 2 апреля, 2014   |
| Orange Cheers! | Хонока Косака (Эми Нитта)      | 2 апреля, 2014   |

## Критика
Критики неоднозначно выразились по поводу данного произведения. Так рецензент сайта Anime News Network Карло Сантос написал, что «Трудно смотреть на „Love Live!“ не иначе, как неловкого дальнего родственника таких шоу, как Idolm@ster и AKB0048 — оно пытается взобраться на нынешнюю волну идолов, но ему не хватает признания имени или даже насыщенности сюжета, чтобы поддержать это». В то же время как другой представитель данного сайта выразился: «Несмотря на несвежую идею, которая тянет проект вниз, это всего лишь ещё одно доказательство того, что качество исполнения в конечном счёте гораздо важнее, чем оригинальность в любом произведении».